# Élections municipales de 2008 en Moselle
Les élections municipales se sont déroulées les 9 et 16 mars 2008 en Moselle.
Cette page présente les résultats de ces élections dans les communes de plus de 3 000 habitants de la Moselle.

## Maires sortants et maires élus
| Commune                    | Population | Maire sortant               | Parti | Parti | Maire élu                   | Parti | Parti    |
| -------------------------- | ---------- | --------------------------- | ----- | ----- | --------------------------- | ----- | -------- |
| Algrange                   | 6 360      | Roland Ruscher              |       | SE    | Patrick Peron               |       | PCF      |
| Amnéville                  | 10 172     | Jean Kiffer                 |       | DVD   | Jean Kiffer                 |       | DVD      |
| Ars-sur-Moselle            | 4 679      | Stéphane Susung             |       | PS    | Stéphane Susung             |       | PS       |
| Audun-le-Tiche             | 5 975      | Lucien Piovano              |       | PS    | Lucien Piovano              |       | PS       |
| Behren-lès-Forbach         | 8 781      | Michel Obiegala             |       | PS    | Jérôme Dibo                 |       | SE       |
| Bitche                     | 5 415      | Edmond Stenger              |       | DVG   | Gérard Humbert              |       | DVD      |
| Boulay-Moselle             | 4 711      | Maurice Gracia              |       | DVD   | André Boucher               |       | DVD      |
| Bouzonville                | 4 183      | Gilbert Philipp             |       | DVD   | Gilbert Philipp             |       | DVD      |
| Carling                    | 3 724      | Gaston Adier                |       | DVD   | Gaston Adier                |       | DVD      |
| Clouange                   | 3 904      | Claude Diedrich             |       | DVD   | Claude Diedrich             |       | DVD      |
| Cocheren                   | 3 482      | Jean-Bernard Martin         |       | PS    | Jean-Bernard Martin         |       | PS       |
| Courcelles-Chaussy         | 3 030      | Jean-Marie Gori             |       | DVD   | Jean-Marie Gori             |       | DVD      |
| Créhange                   | 3 974      | François Lavergne           |       | UMP   | François Lavergne           |       | UMP      |
| Creutzwald                 | 13 655     | Jean-Luc Wozniak            |       | DVD   | Jean-Luc Wozniak            |       | DVD      |
| Dieuze                     | 3 789      | Fernand Lormant             |       | UMP   | Fernand Lormant             |       | UMP      |
| Fameck                     | 12 441     | Michel Liebgott             |       | PS    | Michel Liebgott             |       | PS       |
| Farébersviller             | 6 020      | Laurent Kleinhentz          |       | PS    | Laurent Kleinhentz          |       | PS       |
| Faulquemont                | 5 511      | Claude Seitz                |       | DVD   | Bruno Bianchin              |       | DVD      |
| Florange                   | 10 912     | Philippe Tarillon           |       | PS    | Philippe Tarillon           |       | PS       |
| Folschviller               | 4 267      | Bernard Baron               |       | DVG   | Claude Staub                |       | DVD      |
| Fontoy                     | 3 069      | Henri Boguet                |       | SE    | Henri Boguet                |       | SE       |
| Forbach                    | 21 956     | Charles Stirnweiss          |       | UMP   | Laurent Kalinowski          |       | PS       |
| Freyming-Merlebach         | 13 490     | Pierre Lang                 |       | UMP   | Pierre Lang                 |       | UMP      |
| Grosbliederstroff          | 3 301      | Robert Allmang              |       | SE    | Joël Niederlaender          |       | DVG      |
| Guénange                   | 6 938      | Jean-Pierre La Vaullée      |       | PS    | Jean-Pierre La Vaullée      |       | PS       |
| Hagondange                 | 9 414      | Jean-Claude Mahler          |       | DVD   | Jean-Claude Mahler          |       | DVD      |
| Hayange                    | 14 889     | Philippe David              |       | PS    | Philippe David              |       | PS       |
| Hettange-Grande            | 7 422      | André Hentz                 |       | PS    | André Hentz                 |       | PS       |
| Hombourg-Haut              | 7 869      | Jacques Furlan              |       | DVD   | Jacques Furlan              |       | DVD      |
| Knutange                   | 3 439      | Alain Malick                |       | DVD   | Fabrice Cerbai              |       | App. PCF |
| L'Hôpital                  | 5 480      | Gilbert Weber               |       | DVG   | Gilbert Weber               |       | DVG      |
| Le Ban-Saint-Martin        | 4 252      | Henri Hasser                |       | DVD   | Henri Hasser                |       | DVD      |
| Longeville-lès-Metz        | 3 850      | Alain Chapelain             |       | DVD   | Alain Chapelain             |       | DVD      |
| Longeville-lès-Saint-Avold | 3 784      | Robert Webert               |       | DVD   | Robert Webert               |       | DVD      |
| Maizières-lès-Metz         | 9 750      | Gérard Terrier              |       | PS    | Gérard Terrier              |       | PS       |
| Marange-Silvange           | 5 851      | Erwin Brum                  |       | PRG   | Erwim Brum                  |       | PRG      |
| Marly                      | 9 545      | Jean-Claude Le Breton       |       | UMP   | Thierry Hory                |       | UMP      |
| Metz                       | 124 435    | Jean-Marie Rausch           |       | CD    | Dominique Gros              |       | PS       |
| Mondelange                 | 5 699      | Gérard Lamm                 |       | PS    | Gilbert Schmitt             |       | PS       |
| Montigny-lès-Metz          | 22 843     | Jean-Luc Bohl               |       | UDI   | Jean-Luc Bohl               |       | UDI      |
| Morhange                   | 3 838      | Jacques Idoux               |       | DVD   | Jacques Idoux               |       | DVD      |
| Moulins-lès-Metz           | 5 084      | Jean-Claude Théobald        |       | DVD   | Jean-Claude Théobald        |       | DVD      |
| Moyeuvre-Grande            | 7 939      | René Drouin                 |       | PS    | René Drouin                 |       | PS       |
| Nilvange                   | 4 839      | René Gori                   |       | PS    | René Gori                   |       | PS       |
| Petite-Rosselle            | 6 623      | Roger Walster               |       | DVG   | Gérard Mittelberger         |       | DVG      |
| Phalsbourg                 | 4 753      | Daniel Kocher               |       | UDI   | Daniel Kocher               |       | UDI      |
| Puttelange-aux-Lacs        | 3 150      | Laurent Janas               |       | DVD   | Claude Decker               |       | DVD      |
| Rombas                     | 10 023     | Lionel Fournier             |       | PS    | Lionel Fournier             |       | PS       |
| Saint-Avold                | 16 915     | André Wojciechowski         |       | UDI   | André Wojciechowski         |       | UDI      |
| Sainte-Marie-aux-Chênes    | 3 625      | Marcel Klammers             |       | PS    | Marcel Klammers             |       | PS       |
| Sarralbe                   | 4 547      | Pierre-Jean Didiot          |       | DVG   | Pierre-Jean Didiot          |       | DVG      |
| Sarrebourg                 | 12 722     | Alain Marty                 |       | UMP   | Alain Marty                 |       | UMP      |
| Sarreguemines              | 21 733     | Céleste Lett                |       | UMP   | Céleste Lett                |       | UMP      |
| Serémange-Erzange          | 4 182      | Jean-Jacques Renaud         |       | PS    | Jean-Jacques Renaud         |       | PS       |
| Spicheren                  | 3 244      | Léon Dietsch                |       | SE    | Jean Jung                   |       | SE       |
| Stiring-Wendel             | 12 588     | Jean-Claude Holtz           |       | DVD   | Jean-Claude Holtz           |       | DVD      |
| Talange                    | 7 515      | Patrick Abate               |       | PCF   | Patrick Abate               |       | PCF      |
| Terville                   | 6 477      | Patrick Luxembourger        |       | UDI   | Patrick Luxembourger        |       | UDI      |
| Thionville                 | 41 127     | Jean-Marie Demange          |       | UMP   | Bertrand Mertz              |       | PS       |
| Uckange                    | 7 356      | Gérard Léonardi             |       | PS    | Gérard Léonardi             |       | PS       |
| Valmont                    | 3 269      | Guy Deubel                  |       | DVD   | Dominique Steichen          |       | DVD      |
| Woippy                     | 13 242     | François Grosdidier         |       | UMP   | François Grosdidier         |       | UMP      |
| Woustviller                | 3 258      | Sonya Cristinelli-Fraiboeuf |       | DVD   | Sonya Cristinelli-Fraiboeuf |       | DVD      |
| Yutz                       | 15 751     | Patrick Weiten              |       | UDI   | Patrick Weiten              |       | UDI      |